# Zutragum likianga
Zutragum likianga là một loài bướm đêm trong họ Noctuidae.